# Assa (Fluss)
Die Assa (tschetschenisch Ӏаьса-хи/Ìa’sa-hi, inguschisch Эса-хий/Èsa-hij, georgisch ასა) ist ein Fluss im Nordkaukasus. Sie entspringt am Nordhang des Hauptkammes des Großen Kaukasus in Georgien und durchfließt die russischen Republiken Inguschetien und Tschetschenien. Die Länge des Flusses in Georgien beträgt 20 Kilometer, in Inguschetien 91 Kilometer und in Tschetschenien 32 Kilometer.
An der Assa befinden sich die Dörfer Zeischty, Werchni Alkun, Nischni Alkun, Muschitschi, Galaschki, Alchasty, die Stanizen Nesterowskaja und Assinowskaja, Nowy Scharoi und Sakan-Jurt.